# Patrick Whitefield

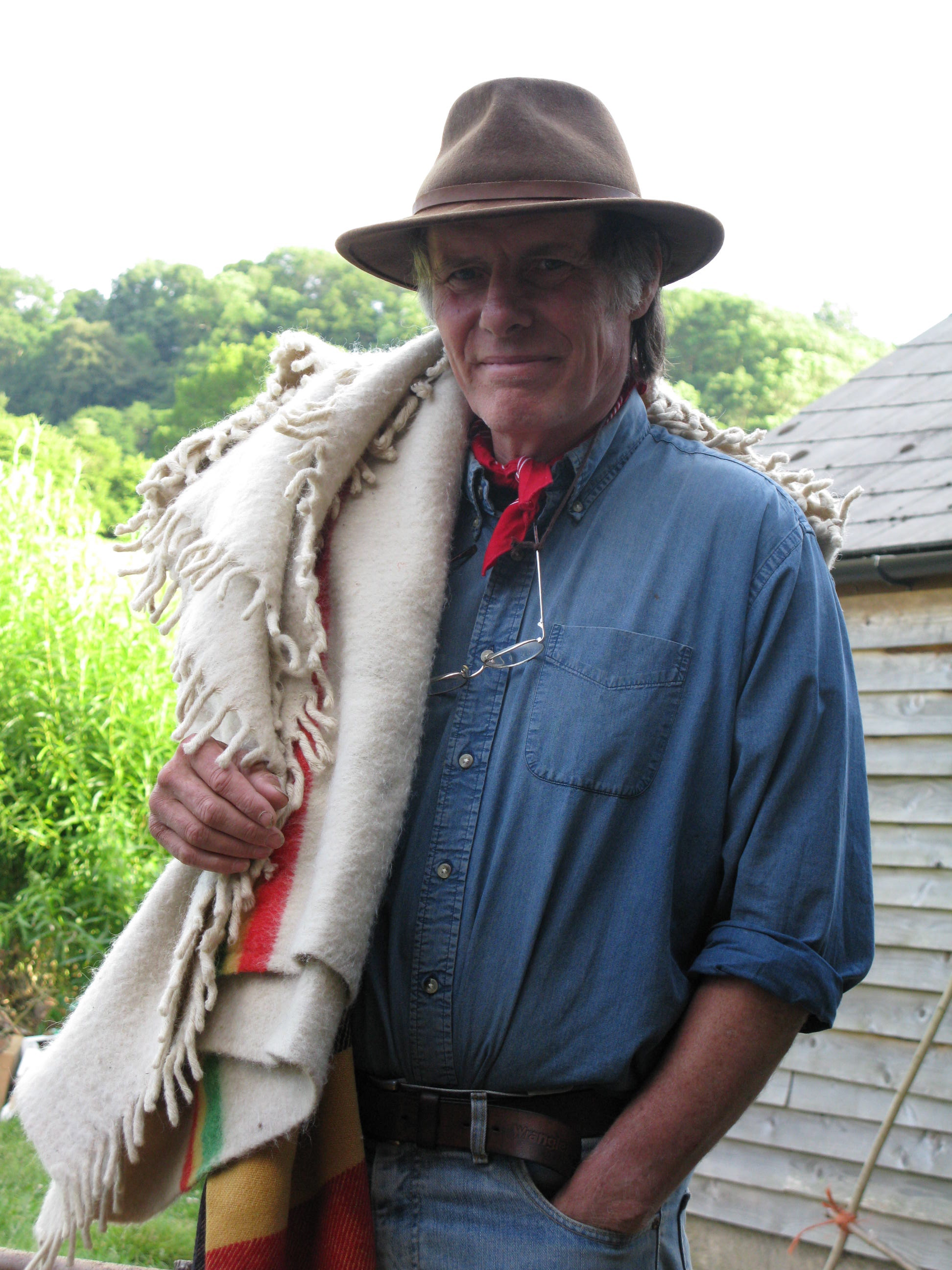

Patrick Whitefield (ur. 11 lutego 1949, zm. 27 lutego 2015) – brytyjski instruktor permakultury, projektant, redaktor-konsultant kwartalnika Permaculture Magazine, autor pięciu książek.
Whitefield dorastał na małej farmie w Somerset i ukończył kierunek rolniczy w Shuttleworth College w Bedfordshire. Doświadczenie rolnicze zbierał w Wielkiej Brytanii, na Środkowym Wschodzie i w Afryce. Zajmował się ogrodnictwem organicznym, ochroną środowiska, rzemiosłem wiejskim oraz zieloną polityką.
W 1983 na Green Gathering kupił swoje pierwsze tipi, a w latach 1986-1990 produkował tipi na sprzedaż. Przez 8 lat mieszkał w zbudowanym przez siebie tipi w Anglii w hrabstwie Somerset w pobliżu Glastonbury (zimy jednak spędzał w przyczepie kempingowej).
Od 1990 wywierał istotny wpływ na kształtowanie systemu permakultury w Wielkiej Brytanii. Udzielił licznych wywiadów dla telewizji, wystąpił w programach BBC It's Not Easy Being Green (2006) i A Farm for the Future (2008).
W 2008 wziął udział w projekcie Soundings in Sustainability Literacy, koordynowanego przez brytyjskie stowarzyszenie uczelni na rzecz środowiska Environmental Association for Universities and Colleges (EAUC). 21 listopada 2008 na University of Gloucestershire odbyło się spotkanie instruktorów zrównoważonego rozwoju z terenu Wielkiej Brytanii, po którym wydano książkę Handbook for Sustainability Literacy: skills for a changing world. Patrick Whitefield był autorem rozdziału Permaculture Design.
Przez ponad 20 lat prowadził kursy permakultury na różnych poziomach zaawansowania, zarówno na Ragmans Lane Farm, w hrabstwie Gloucestershire w Wielkiej Brytanii, jak i za granicą.

## Prace
- Tipi Living (1987, 2000)
- Permaculture in a Nutshell (1993, wyd. V 2009) (tłumaczona na francuski, niemiecki, czeski, duński i rosyjski)
- How to Make a Forest Garden (2002)
- The Earth Care Manual (2004 i 2011) ("wizjonerski, ale praktyczny"[9])
- The Living Landscape, How to Read it and Understand it (2010)